# Га (народ)

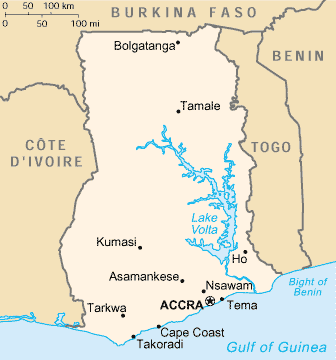
Карта Ганы

Га (ган, гедье, нкранфо) — народ, проживающий в Гане. В основном расселены на побережье Гвинейского залива в районе столицы Ганы города Аккра. Численность населения составляет 500 тыс. человек (по данным на 2010 год). По этногенетическим легендам, переселились в конце XVI века с территории Нигерии. (Юдин Ю. А.,1971,с.275-278)

## Общие сведения
Объединяются с адангме под общим названием ган-адангме или га-дангме. Небольшая часть га (гэн, гуэн, гуон, гван, мина) в Того (20 тыс. человек) ассимилируется эве. Говорят на языке га (ган) группы ква нигеро-кордофанской семьи; диалекты: осу, теши-нунгва и гамаси (аккра). Письменность на основе латинской графики с конца XIX века. Га — в основном католики и протестанты, есть приверженцы христианско-африканских церквей и сект, часть придерживается традиционных верований.
По этногенетическим легендам, переселились в конце XVI века с территории Нигерии. К XVIII веку га создали шесть вождеств (Аккра, Осу, Лабади, Тема, Теши, Нунгва). Гэн (мина), переселившиеся в XVII веке на юг Того, создали вождество Глиджи. Возникло деление на знать, свободных общинников и зависимых (рабов, кабальников).

## Занятия
Основные традиционные занятия — ручное подсечно-огневое земледелие, выращивание масличной и кокосовой пальм, ананасов, апельсинов, бананов, авокадо; разводят мелкий рогатый скот и домашнюю птицу, занимаются рыболовством, развиты ремёсла.

## Язык
Народ говорит на языке га группы ква нигеро-кордофанской семьи. С конца XIX века письменность на основе латинской графики. (Ольдерогге Д. А.,с.141)

## Религия
Самые распространённые религии — католицизм и протестантизм, но существуют и приверженцы христианско-африканских сект, многие придерживаются традиционных верований. (п’Битек, Окот,1979, с.137)
Поселения небольшие, рядовые. Традиционные жилища — прямоугольные дома с крышей из соломы и листьев пальмы, у зажиточных га дома с черепичной крышей. Преобладает растительная и рыбная пища. Основу традиционной социальной организации составляют родовые обищины. Политические институты — вождество (ман), военная организация (асафо), выборный военный вождь (мантсе). Практикуются полигиния, кросскузенный брак. Развит музыкальный фольклор. (Ермоленко А. С. Гана, 2006, с.366-373)

## Культура и быт
Основные традиционные занятия — ручное подсечно-огневое земледелие (ямс, таро, маниок, кукуруза), выращивание масличной и кокосовой пальм, ананасов, апельсинов, бананов, авокадо; разводят мелкий рогатый скот и домашнюю птицу, занимаются рыболовством. Развиты ремёсла (обработка дерева, гончарное, кузнечное, менее — ткацкое, изготовление лодок и рыболовецких снастей).
Поселения небольшие, рядовые. Традиционное жилище — прямоугольный дом с высокой двускатной нависающей крышей из соломы или листьев пальмы рафии, стенами из камыша или плетёными, обмазанными глиной, у зажиточных га — кирпичные дома с черепичной крышей.
Преобладает растительная (каши, похлёбки, варёные, жареные и печёные клубнеплоды и овощи с острым соусом и пальмовым маслом) и рыбная пища.
Традиционная одежда вытеснена аканским кенте и европейским костюмом.
Основу традиционной социальной организации составляют деревенские и большесемейные общины, родовая организация. Потестарно-политические институты — вождество (ман), военная организация (асафо), выборный военный вождь (мантсе) и др. — заимствованы у акан (акваму и фанти). Во главе вождеств стояли вожди-жрецы (вуломо). Брачное поселение преимущественно вирилокальное, но встречается и уксорилокальность. Практикуются полигиния, кросскузенный брак, сорорат, левират, покупной брак. Счёт родства патрилинейный.
Распространены культы предков (главный ритуал — праздник Хомово), высшего существа Ньйонмо, полидемонизм (поклонение духам Кпеле, Ме, Оту, Акон и др.). Практикуются обрезание и скарификация (на щеках). Развит музыкальный (в том числе песенный) фольклор.